# Lucila Candela Balsas
Lucila Candela Balsas (Vicente López, Buenos Aires, 3 de junio de 2000) es una balonmanista argentina. Formó parte del plantel que obtuvo el tercer puesto en el Mundial de Mauricio de 2017.
Balsas representó a su país en la disciplina de balonmano playa en los Juegos Olímpicos de la Juventud 2018 celebrados en Buenos Aires, Argentina, certamen donde con su selección obtuvo la medalla dorada derrotando en la final al seleccionado femenino de Croacia.

## Logros

### Final Juegos Olímpicos de la Juventud 2018
| Año  | Lugar        | Rival   | Marcador | Resultado |
| ---- | ------------ | ------- | -------- | --------- |
| 2018 | Buenos Aires | Croacia | 2–0      | Oro       |